# Kirche Hörschel

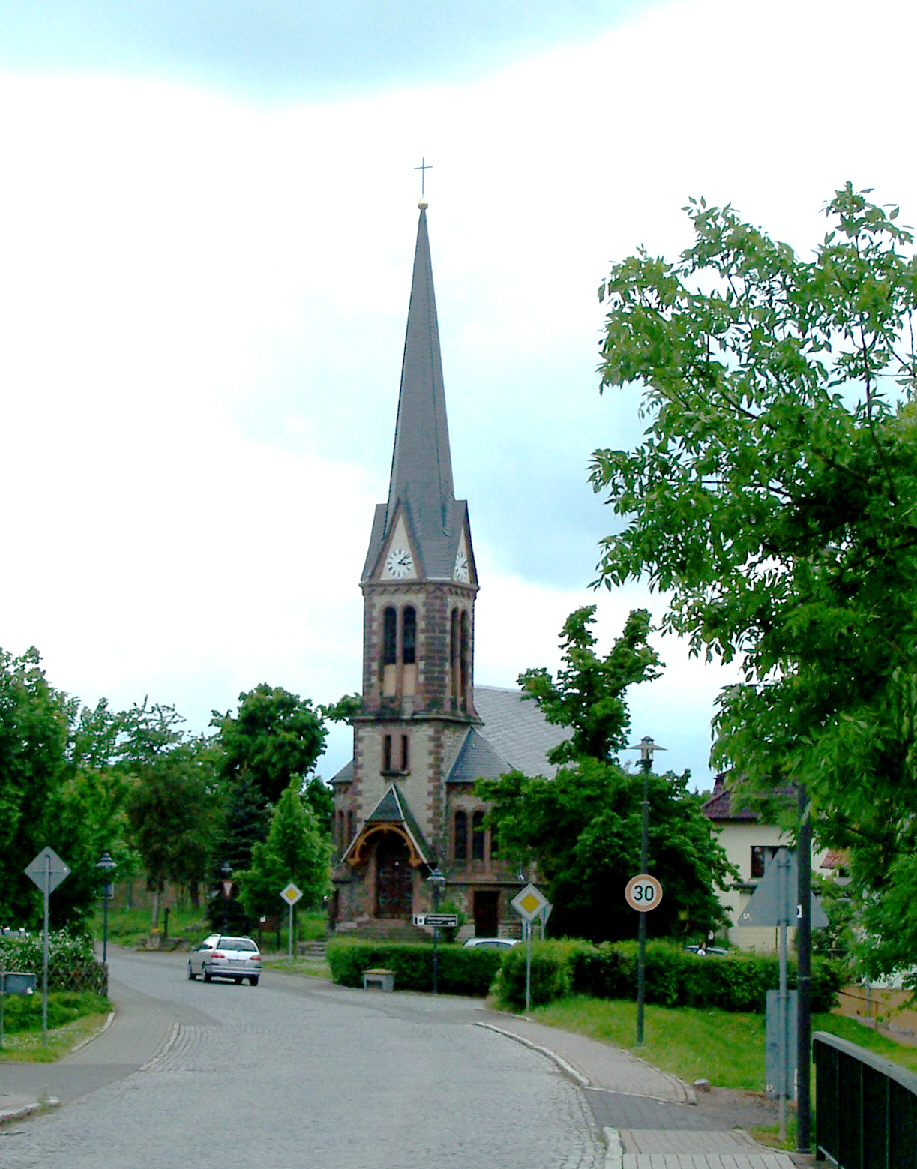
Die Kirche von Hörschel

Die Kirche Hörschel ist die evangelisch-lutherische Kirche des Ortsteils Hörschel der Stadt Eisenach in Thüringen.

## Lage
Die Kirche liegt in der Ortsmitte von Hörschel unweit des Rennsteigbeginns. An der Kirche liegt der südliche Start- und Endpunkt des Fernwanderweges Harz – Eichsfeld – Thüringer Wald.

## Geschichte
Die Kirche wurde von 1904 bis 1905 nach einem Entwurf des Pirnaer Architekten Theodor Quentin im Stil des Historismus errichtet und am 22. Oktober 1905 im Beisein des Großherzogs Wilhelm Ernst geweiht. Die Baukosten beliefen sich auf 38.000 Mark, die die Kirchgemeinde selbst aufbrachte. Der in unmittelbarer Nachbarschaft stehende Vorgängerbau, der schon um 1530 gestanden haben soll, wurde zeitgleich zum Abriss verkauft.
Im Ersten Weltkrieg wurde die große Glocke des Geläuts 1918 für Rüstungszwecke eingeschmolzen und 1922 durch eine neue Glocke aus Klangstahl (eine andere Bezeichnung für Eisenhartguss) ersetzt, die für 150.000 Mark von der Glockengießerei Schilling aus Apolda gefertigt wurde.
Bei Kampfhandlungen des Zweiten Weltkriegs wurde die Turmspitze am 1. April 1945 von der vorrückenden Artillerie der US Army abgeschossen. Die Kirche wurde wie der gesamte Ort an diesem und dem darauffolgenden Tag stark beschädigt. Der zunächst in vereinfachter Form wiederaufgebaute Kirchturm erhielt erst 2008 im Zuge einer weiteren Sanierung seine ursprüngliche Form und Höhe von 35 m zurück.

## Innenausstattung
Die ältesten Ausstattungsgegenstände in der Kirche sind der Taufstein aus dem Jahr 1622 und der Grabstein des Mönches Curt Hauser, der Anfang des 16. Jahrhunderts in Hörschel wirkte und unter anderem 1532 in Hörschel die Lutherlinde zu Ehren von Martin Luther pflanzte, die erst 1959 dem Ausbau der Landstraße weichen musste.
Die im Jugendstil gehaltene Inneneinrichtung und -ausmalung wurde von 1996 an von der Kirchgemeinde restauriert, ebenso die pneumatische Orgel, die Kirchenfenster und -tür sowie der Dachstuhl. Die Arbeiten zur Rekonstruktion der Turmspitze begannen 2004 und wurden 2008 abgeschlossen.